# Relations entre la Guinée et le Vietnam
 (août 2024).
Le contenu est difficilement compréhensible vu les erreurs de traduction, qui sont peut-être dues à l'utilisation d'un logiciel de traduction automatique.
 (août 2024).
La mise en forme du texte ne suit pas les recommandations de Wikipédia : il faut le « wikifier ».
Les points d'amélioration suivants sont les cas les plus fréquents. Le détail des points à revoir est peut-être précisé sur la page de discussion.
- Les titres sont pré-formatés par le logiciel. Ils ne sont ni en capitales, ni en gras.
- Le texte ne doit pas être écrit en capitales (les noms de famille non plus), ni en gras, ni en italique, ni en « petit »…
- Le gras n'est utilisé que pour surligner le titre de l'article dans l'introduction, une seule fois.
- L'italique est rarement utilisé : mots en langue étrangère, titres d'œuvres, noms de bateaux, etc.
- Les citations ne sont pas en italique mais en corps de texte normal. Elles sont entourées par des guillemets français : « et ».
- Les listes à puces sont à éviter, des paragraphes rédigés étant largement préférés. Les tableaux sont à réserver à la présentation de données structurées (résultats, etc.).
- Les appels de note de bas de page (petits chiffres en exposant, introduits par l'outil «  Source ») sont à placer entre la fin de phrase et le point final[comme ça].
- Les liens internes (vers d'autres articles de Wikipédia) sont à choisir avec parcimonie. Créez des liens vers des articles approfondissant le sujet. Les termes génériques sans rapport avec le sujet sont à éviter, ainsi que les répétitions de liens vers un même terme.
- Les liens externes sont à placer uniquement dans une section « Liens externes », à la fin de l'article. Ces liens sont à choisir avec parcimonie suivant les règles définies. Si un lien sert de source à l'article, son insertion dans le texte est à faire par les notes de bas de page.
- La présentation des références doit suivre les conventions bibliographiques. Il est recommandé d'utiliser les modèles {{Ouvrage}}, {{Chapitre}}, {{Article}}, {{Lien web}} et/ou {{Bibliographie}}. Le mode d'édition visuel peut mettre en forme automatiquement les références.
- Insérer une infobox (cadre d'informations à droite) n'est pas obligatoire pour parachever la mise en page.

Pour une aide détaillée, merci de consulter Aide:Wikification.
Si vous pensez que ces points ont été résolus, vous pouvez retirer ce bandeau et améliorer la mise en forme d'un autre article.
Les relations entre la Guinée et le Viêt Nam font référence aux relations bilatérales entre la République de Guinée et la République socialiste du Vietnam. Les deux pays sont membres du mouvement des non-alignés du Groupe des 77 des pays francophones et des organisations internationales régionales.

## Échange politique
De la fin du XIXe siècle au milieu du XXe siècle, le Vietnam et la Guinée faisaient partie de l'empire colonial français jusqu'à ce que les deux pays deviennent indépendants en 1945 et 1958 respectivement. Après l'indépendance de la Guinée, elle a également reçu la reconnaissance diplomatique du Nord. Vietnam et Sud-Vietnam. Cependant, le premier président guinéen, Ahmed Sékou Touré, commence à mener une politique étrangère de « neutralisme actif » et donne la priorité au développement des relations avec les pays du camp socialiste. Par la suite, le 9 octobre 1958, la Guinée a établi des relations diplomatiques avec la République démocratique du Vietnam. La Guinée est devenue le premier pays africain à établir des relations diplomatiques avec le Vietnam. Ahmed Sékou Touré se rend ensuite au Vietnam en 1960 et est reçu par le président vietnamien Hô Chi Minh. Pendant la guerre du Vietnam, la Guinée a également soutenu la République démocratique du Vietnam dans sa guerre contre les États-Unis et le Sud-Vietnam, et a reconnu la République du Sud-Vietnam,. Après la réunification du Vietnam, les vice-présidents vietnamiens Nguyen Huu Tho et Nguyen Thi Ping se sont rendus en Guinée respectivement en 1978 et 1994.
Le Vietnam avait autrefois une ambassade à Conakry, mais elle a été fermée en 1986 pour des raisons budgétaires et n'a pas encore été rouverte. Actuellement, les questions liées à la Guinée relèvent de la compétence de l'ambassade du Vietnam au Maroc. Les affaires de la Guinée liées au Vietnam relèvent également de la juridiction de l'ambassade de Guinée en Chine.

## Relations économiques et commerciales
En mars 2013, Vu Hui Huang, ministre de l'Industrie et du Commerce, et Mohamed Dorval Doumbouya, ministre du commerce de la république de Guinée, ont signé un mémorandum de coopération au nom des deux gouvernements. Le Vietnam fournira chaque année 300 000 tonnes de riz à la Guinée. Le Vietnam est également l'un des principaux fournisseurs de riz de la Guinée.
En 2019, le volume du commerce bilatéral entre le Vietnam et la Guinée a atteint 120 millions de dollars, soit une augmentation de 40 % sur un an. La Guinée importe principalement du riz, des matériaux de construction (briques, ciment), des machines agricoles et d'autres produits du Vietnam.

## Accords
| Date          | Objet de l’accord | Remarques |
| ------------- | --- | --------- |
| Novembre 1978 | Accord de coopération et de commerce économiques, culturels, scientifiques et technologiques entre la République socialiste du Vietnam et la République de Guinée | [ 7 ]     |
| Mars 2013     | Mémorandum d'accord sur les exportations de riz entre la République socialiste du Vietnam et la République de Guinée                                              | [ 12 ]    |